# 志貴野中學校前站
志貴野中學校前站（日语：／ Shikinochugakkoumae teiryūjō */?）是位於富山縣高岡市蘆原町和廣小路，屬於萬葉線的電車站。此站鄰近高岡市政廳，因此副站名為高岡市役所前。
在高岡線的中文宣傳刊物上，本站的中文站名採用「誌」而非原來的「志」，只稱作「市民醫院」。

## 電車站構造
此站是建在共用行車道上的地面車站，並設有2面2線的相對式月台（千鳥式月台）。南邊為往越之潟方向的月台，北邊則為往高岡站方向的月台。月台設有上蓋和斜道，提供無障礙的設施。

### 多啦A夢電車站
上下行線月台以多啦A夢為主題。在下行線月台上，於多啦A夢生日2017年（平成29年）9月3日裝飾成為「多啦A夢電車站」。整個裝飾長8米，闊1.2米。
藤子·F·不二雄出身於高岡市。從車站步行約10分鐘可到達高岡市立美術館，該處設有「藤子・F・不二雄畫廊」。在下行方向電車站外（面向道路）一方設有多啦A夢的「隨意門」和包括多啦A夢在內的角色，在電車站內（面向月台）一方設有多啦A夢的「法寶」。裝飾為多啦A夢電車站是為了表示此站最近「藤子・F・不二雄畫廊」，同時站內設有指引，指示乘客前往「藤子・F・不二雄畫廊」的方向。
上行線也在翌年2018年（平成30年）3月13日裝飾為多啦A夢電車站。站外（面向道路）一方與下行線電車站的設計相同，在站內（面向月台）一方則是穿上了萬葉線制服的多啦A夢。

## 歷史
- 1948年4月10日：富山地方鐵道地鐵高岡（現時：高岡站）至伏木港之間開通，此站啟用。
- 1959年4月1日：轉讓路線給加越能鐵道。
- 2002年4月1日：轉讓路線給萬葉線[7]。
- 2005年11月1日：車站制定副站名。
- 2017年9月3日：下行線電車站進行裝飾成為「多啦A夢電車站」。
- 2018年3月13日：上行線電車站進行裝飾成為「多啦A夢電車站」。
- 2024年9月28日：可使用ICOCA及全國通用IC卡付款[8]。

## 電車站周邊
- 高岡市立志貴野中學（日语：高岡市立志貴野中学校）
- 高岡市政廳（日语：高岡市役所）
- 高岡市立美術館（日语：高岡市立美術館）
- 高岡消防署
- 北陸電力高岡分社

## 相鄰電車站
萬葉線
■萬葉線（高岡軌道綫）
廣小路－志貴野中學校前－市民醫院前

## 外部連結
- 萬葉線志貴野中學校前站上行 （页面存档备份，存于）及下行 （页面存档备份，存于）時間表（日語）